# Красноставський заказник
Красноставський — гідрологічний заказник місцевого значення. Об'єкт розташований на території Маньківського району Черкаської області, село Красноставка.
Площа — 8 га, статус отриманий у 2003 році.